# Javier Rojo
Pour les articles homonymes, voir Rojo.
Francisco Javier Rojo García, né le 2 mars 1949 à Pampelune, est un homme d'État espagnol, membre du Parti socialiste ouvrier espagnol (PSOE), président du Sénat, entre 2004 et 2011.

## Biographie

### Formation et débuts en politique
Au cours de son enfance, il déménage à Vitoria-Gasteiz, où il exerce un temps le métier de lithographe, avant de se spécialiser dans les arts graphiques, devenant ainsi maître industriel. En 1976, il adhère à l'Union générale des travailleurs (UGT), puis rejoint le Parti socialiste du Pays basque-PSOE (PSE-PSOE) en 1977.

### Élu local et national du Pays basque
Élu député foral d'Álava en 1979, puis député de la province d'Alava au Congrès des députés aux élections générales du 28 octobre 1982, il entre, en 1983, au conseil municipal de Vitoria-Gasteiz, dont il démissionne au bout d'un an, et aux Juntes générales d'Álava. En 1987, il retourne à la députation forale d'Álava, dont il devient chargé du portefeuille de la Présidence.
À la suite des élections générales de 1989, il est élu deuxième vice-président de la commission de contrôle parlementaire de la radio-télévision publique. Deux ans plus tard, il retrouve le conseil municipal de Vitoria-Gasteiz, et est choisi comme premier adjoint par le maire nationaliste, José Ángel Cuerda. Parallèlement, il ne renouvelle pas son mandat au sein des institutions locales de la province d'Alava.

### Carrière sénatoriale
Lors des élections générales de 1993, il est élu sénateur d'Álava avec 36 645 voix, soit le deuxième meilleur score provincial. Deux ans plus tard, il devient secrétaire général de la fédération du PSE-PSOE dans sa province d'élection. En 1996, il renonce à ses fonctions à la mairie de Vitoria, puis devient second vice-président du Sénat après les élections générales de 2000. Cette même année, il est choisi comme président de la fédération socialiste d'Álava.
Trois ans plus tard, il est réélu aux Juntes générales d'Alava, qu'il quitte dès l'année suivante. Le 2 avril 2004, Javier Rojo est élu président du Sénat, par 128 voix contre 123, après avoir obtenu le soutien de l'ensemble des formations de l'assemblée, à l'exception du Parti populaire (PP), qui constituait le groupe majoritaire. Il est réélu le 1er avril 2008, par 134 voix et 117 bulletins blancs.
Il annonce, le 20 septembre 2011, son retrait de la vie politique à l'occasion des élections générales anticipées du 20 novembre, en même temps que le président du Congrès des députés, José Bono. Le conservateur Pío García-Escudero lui succède à la présidence de l'assemblée le 13 décembre suivant.

### Vie privée
Il est marié et père de deux enfants.